# إيتوان شردلو

إيتوان شردلو في إصدار 1903 من صحيفة نيويورك تايمز (السطر الثالث من الأسفل)

إيتوان شردلو (بالإنجليزية: Etaoin shrdlu)‏(/ˈɛtiɔɪn ˈʃɜːrdluː/, /ˈeɪtɑːn ʃrədˈluː/) هي عبارة مشهورة جداً لا معنى لها تظهر في بعض الأحيان أثناء طباعة تنضيد الحروف بالمعادن المصهورة والسبب في ذلك هو عدم وجود مفتاح فراغ أو حذف في شلك النوع من الطباعة.
وهو ترتيب 12 حرفًا استخدامًا في اللغة الإنجليزية.